# Nicolas Swertschkoff
Nicolas Swertschkoff (en russe : Николай Егорович Сверчков, Nikolaï Iegorovitch Svertchkov), né le 6 mars 1817 à Saint-Pétersbourg et mort le 25 juillet 1898 à Tsarskoïe Selo, est un peintre russe de la Cour impériale de Russie. Il est spécialisé dans les scènes de genre et de batailles, ainsi que dans la peinture de chevaux.

## Biographie
Issu de la petite noblesse, Swertschkoff est né à Saint-Pétersbourg en mars 1817. Son père est intendant général des écuries du grand-duc Nicolaï Pavlovitch qui devient plus tard empereur sous le nom de Nicolas Ier. Il étudie à la St Petri Schule, célèbre école affiliée à la paroisse luthérienne Saints-Pierre-et-Paul de Saint-Pétersbourg, de 1829 à 1833. Dès son jeune âge, il manifeste un intérêt pour la peinture et le dessin, notamment des animaux et par-dessus tout des chevaux, étalons, coursiers ou pur-sangs. Il devient pourtant fonctionnaire au sein du département des affaires économiques du ministère de l'Intérieur à Saint-Pétersbourg. En 1839, il commence à exposer ses tableaux et à envoyer ses toiles à l'Académie (Autoportrait, L'Italienne à la guitare, Portrait de Mlle Swertschkowa, etc.) et il quitte finalement le ministère en 1842, ayant atteint le rang de secrétaire de collège.

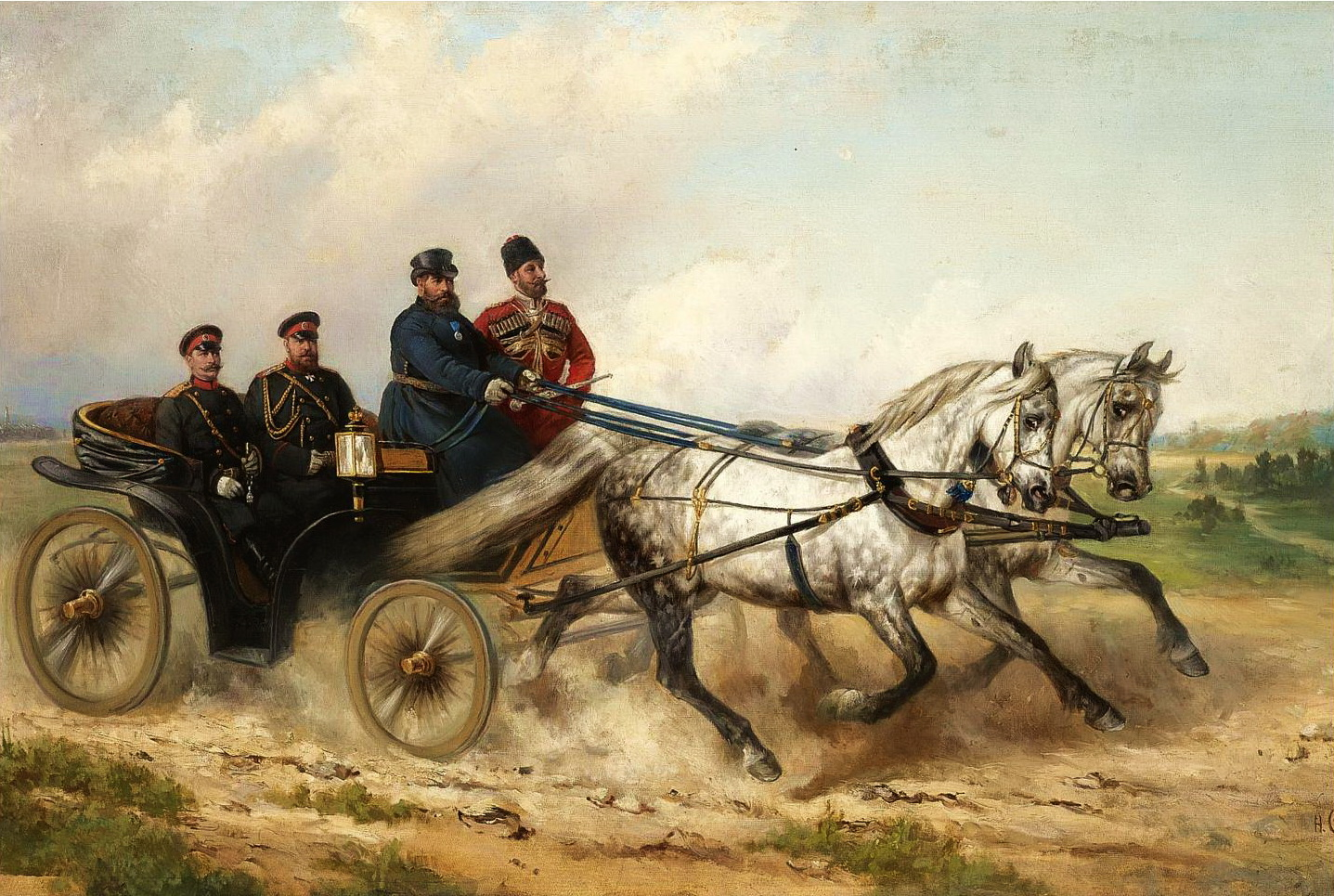
Alexandre III et Guillaume II en landau découvert.

Ses œuvres sont régulièrement exposées à partir de 1844, en particulier aux expositions de l'Académie des Beaux-Arts de Saint-Pétersbourg, et commencent à attirer un public de connaisseurs, dans le goût du XIXe siècle pour les batailles, les scènes de chasse ou les courses. Il devient un peintre animalier élégant parmi les plus célèbres d'Europe, surtout dans les salons parisiens. Il aime s'inspirer des chevaux issus des haras créés par le comte Orlov, en particulier des fameux trotteurs Orlov que l'on remarque dans Alexandre III en landau découvert. Il reçoit un prix de l'Académie, dont il devient membre en 1852, pour un tableau représentant une troïka et reçoit le titre de professeur en 1855 pour un tableau représentant un équipage. À cette époque, il devient un peintre célèbre en Russie tout comme à l'étranger. Il vit près de trois ans à Paris de 1862 à 1864 où ses œuvres reçoivent un excellent accueil. Au cours d'une exposition en 1863, Napoléon III achète son tableau Retour de la chasse à l'ours et le décore par la suite de la Légion d'honneur pour ce tableau, ainsi que pour La Foire et La Gare. Il fut distingué au salon de Bruxelles de 1863 pour Tempête à l'aurore et Tchikhatchov au retour de la guerre de Turquie. Il se spécialise également dans la peinture de chiens, de scènes d'hiver et de campagne russe.

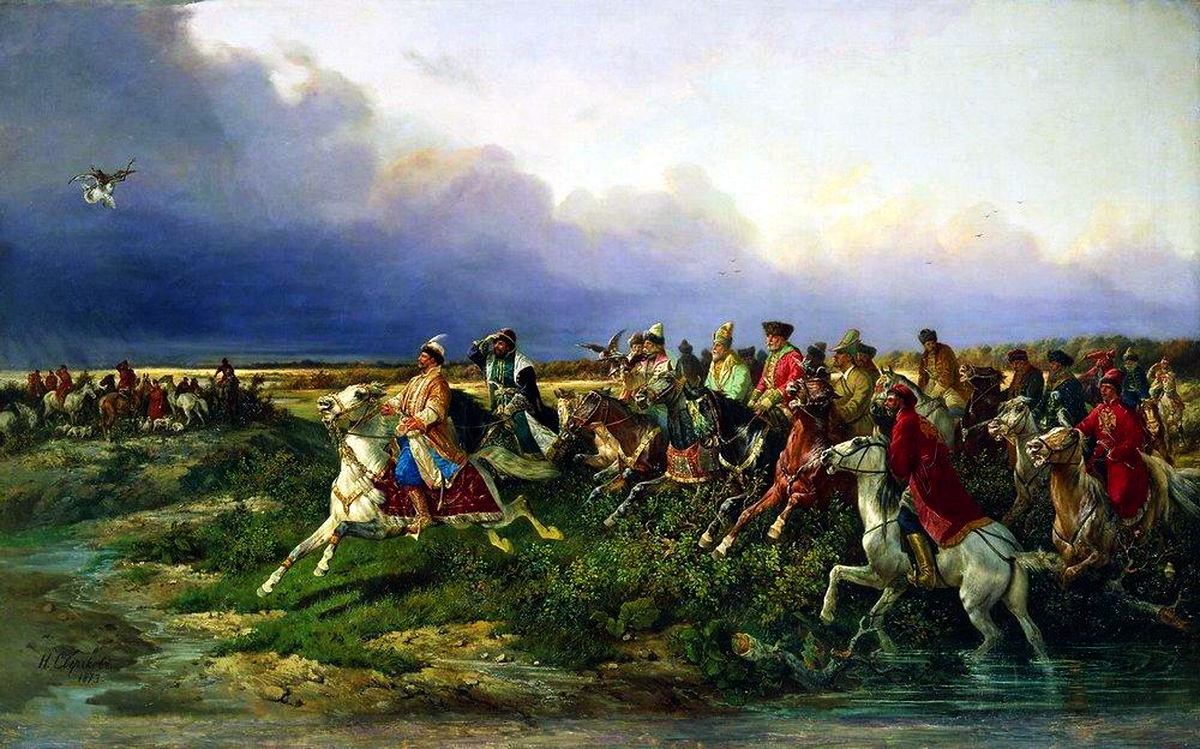
La fauconnerie du tsar Alexis Ier près de Moscou (1873)

À son retour à Saint-Pétersbourg en 1864, Alexandre II lui passe commande de quatre toiles géantes pour le cent cinquantième anniversaire de la dynastie Romanov. Après son tableau représentant le tzar Alexis Mikhaïlovitch passant en revue ses troupes en 1664, il est nommé peintre de la Cour impériale et travaille essentiellement sur commande d'Alexandre II qui le prise et de la Cour jusqu'en 1882. Il reçoit une médaille en 1876 à l'exposition universelle de Philadelphie pour son Carnaval à la campagne. Alors que ses goûts le portent à des scènes plutôt romantiques, il est également obligé de peindre en plus de ses chevaux préférés de grandes scènes historiques, que ses anciens confrères de l'Académie jugent avec sévérité.
Swertschkoff est un familier de Nekrassov, et passe plusieurs séjours à chasser en sa compagnie dans le domaine du frère de ce dernier à Karabikha, près de Iaroslavl.
Il meurt en juillet 1898 à Tsarskoïe Selo, où il a passé les trente dernières années de sa vie. Il est enterré au cimetière de la Vierge de Kazan, mais sa tombe a disparu à l'ère soviétique.
Son fils Georges Swertschkoff (Saint-Pétersbourg 1872-Paris 1957) poursuit la tradition avec délicatesse, mais sans atteindre son talent, en se spécialisant dans les chevaux, les chiens et les paysages de Russie.

## Peinture

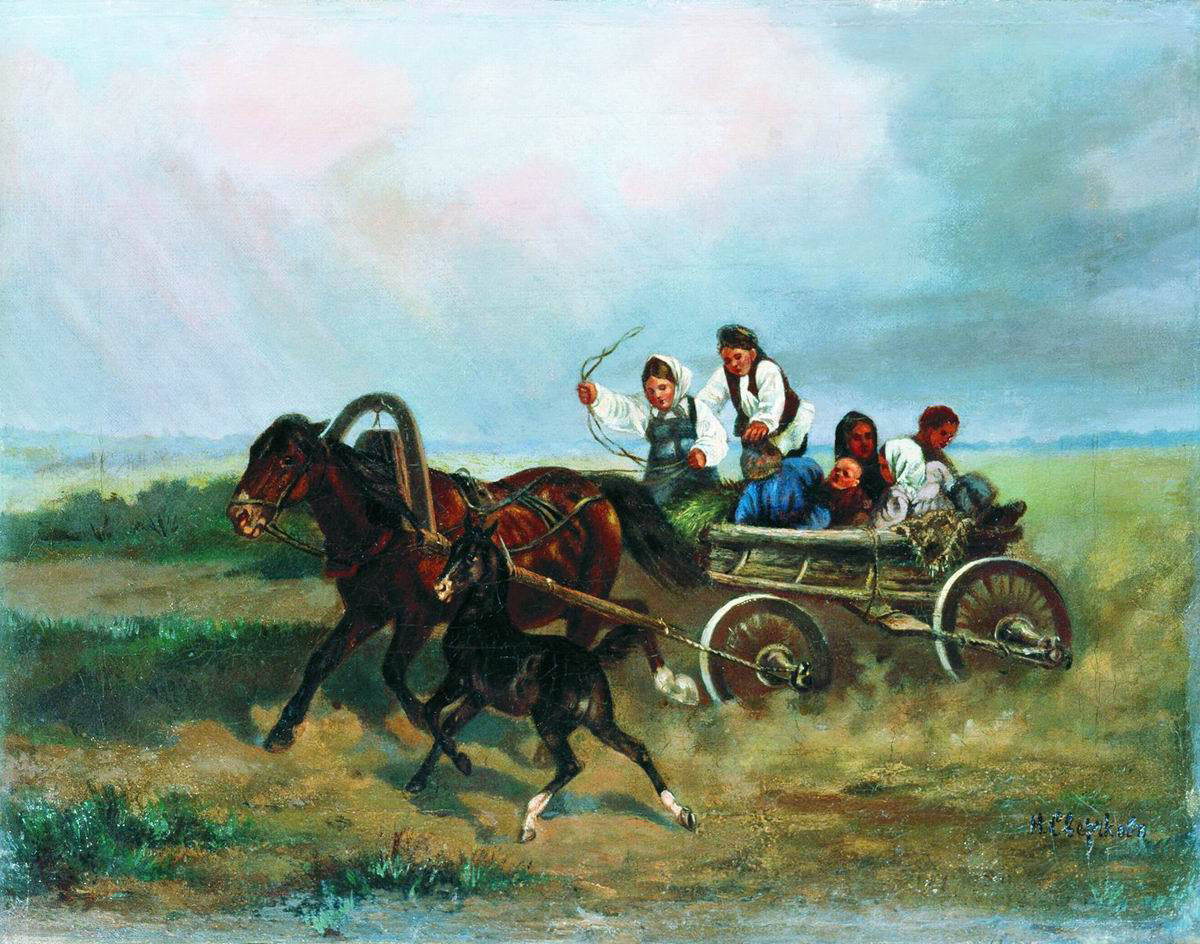
La Promenade des enfants

La peinture de Swertschkoff est particulièrement marquante par son traitement du sujet équin. Il maitrise admirablement l'anatomie de l'animal ainsi que ses expressions. Théophile Gautier raconte sa rencontre avec le peintre fin 1858 ou début 1859 dans Voyage en Russie et y loue sa connaissance du cheval : « Il connaît admirablement les ressorts de leurs jarrets nerveux, il sait entrelacer les veines sur leur col fumant, faire jaillir le feu de leurs prunelles et de leurs narines. ». L'écrivain n'hésite pas à établir une comparaison du travail de l'artiste avec les peintres français Alfred de Dreux et Achille Giroux, ce qui, d'après Jean-Louis Gouraud, est chronologiquement acceptable mais artistiquement discutable. Théophile Gautier, tout comme le journaliste François Nourissier dans une chronique datée de 2000 sur le livre dédié au peintre, décrit comment Swertschkoff traite équitablement les chevaux de race et les chevaux des serfs. Ces derniers, peints dans leur vie quotidienne faite de fatigue et de souffrance, n'en sont que plus touchants,.

## Postérité
Après la Révolution russe, l’œuvre de Swertschkoff tombe dans l'oubli. La principale collection de tableaux du peintre se trouve à l'Académie d'Agriculture Timiriazev à Moscou et compte plus de deux cents toiles. Elle est le legs d'un éleveur passionné, Iakov Boutovitch, qui a acheté de très nombreuses toiles au peintre. D'autres œuvres de Swertschkoff sont présentes dans les musées de Saint-Pétersbourg et de Russie, ainsi que dans des collections privées européennes.

## Dans la culture
Des timbres postaux représentant des chevaux peints par Swertschoff (Le Pur-sang arabe ou le trotteur Orlov, etc.) ont été édités par la poste soviétique.

## Notes et références

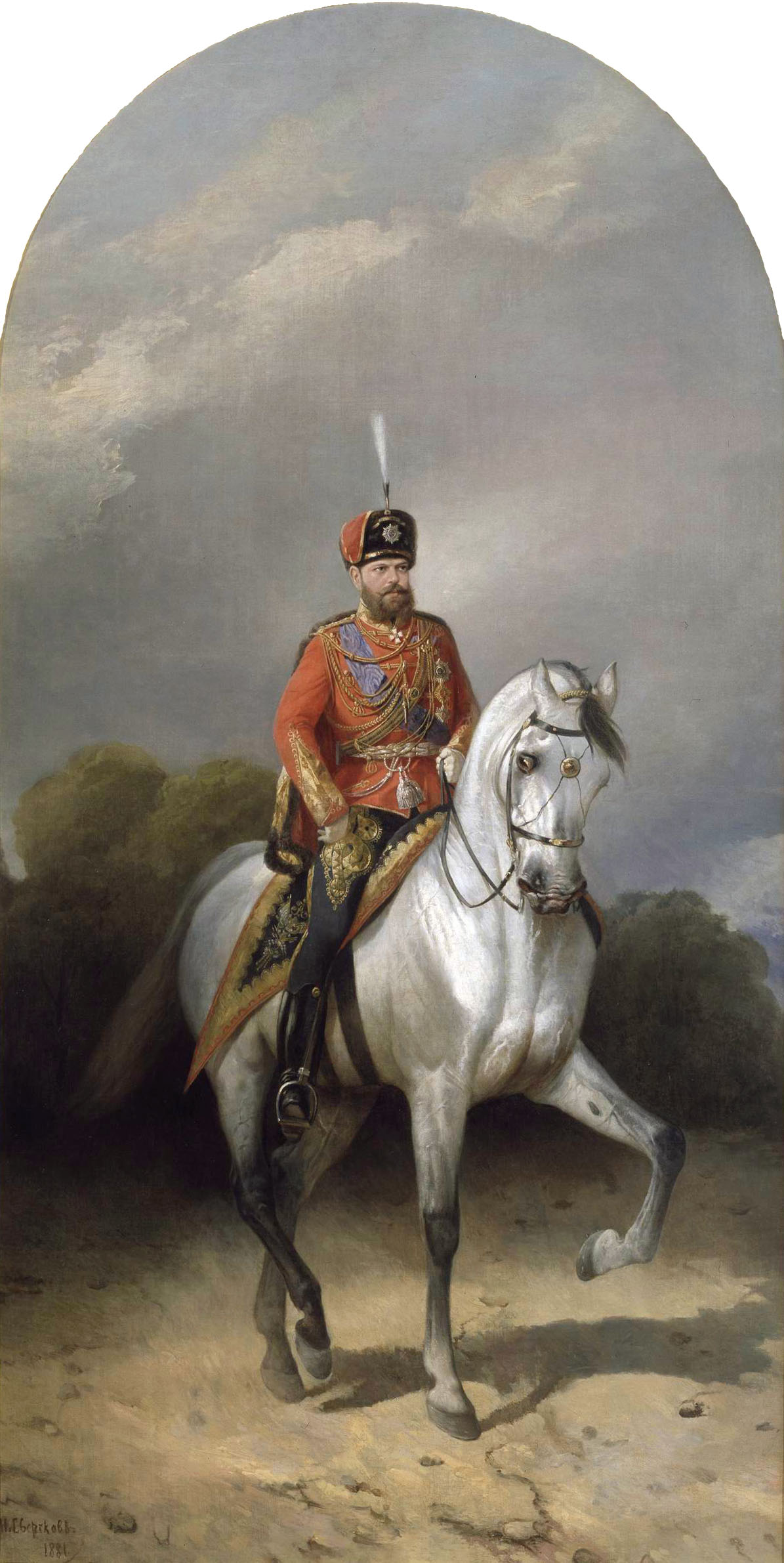
Alexandre III.

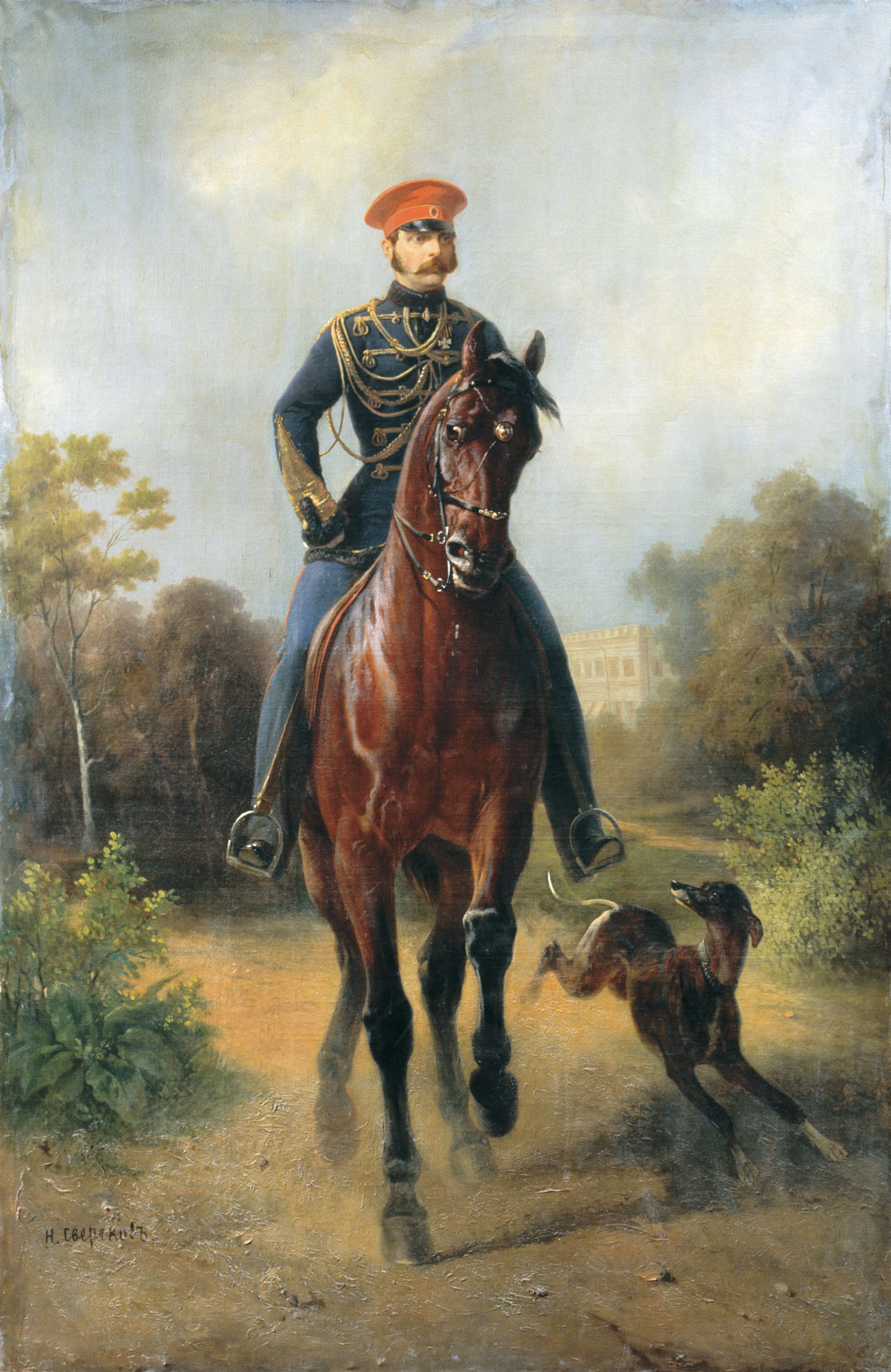
Portrait de l'empereur Alexandre II.

## Décoration
- Chevalier de la Légion d'honneur